# Judy Kibinge

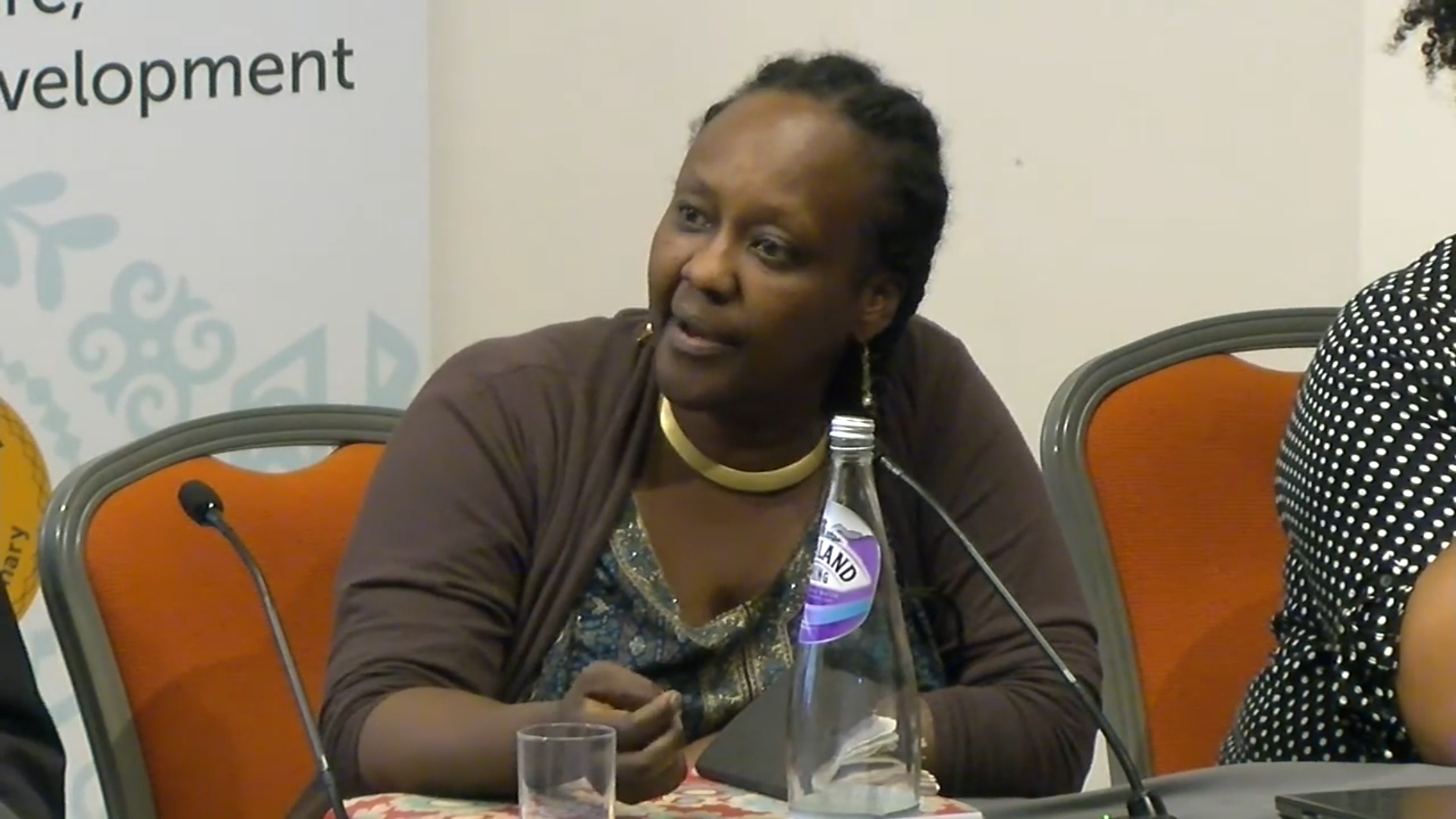
Judy Kibinge, 2017

Judy Kibinge (Nairobi, Kenia, 1967) es una cineasta, escritora y productora keniana.  
Ha producido, escrito y dirigido una serie de películas, las más conocidas son Something Needed (2013), Dangerous Affair (2002) y Project Daddy (2004). También es conocida por fundar DocuBox, un fondo de documentales para cineastas africanos para ayudarlos a producir y distribuir su película. Estrenó en 2002 The Aftermath, su primera película. La crítica ha señalado la forma en que Kibinge narra historias sobre Kenia, particularmente las de mujeres y otros aspectos que normalmente no se cuentan en películas de Hollywood. En 2017, Kibinge fue elegida para ser juez del premio Oscar por la Academia de Artes y Ciencias Cinematográficas para las categorías de documental, largometrajes internacionales y animación.

## Biografía
Su familia se mudó de Nairobi a Washington D. C. en 1969 cuando ella tenía dos años. Su familia permaneció en ese país durante cinco años. A la edad de 7 Kibinge ganó un concurso de escritura para niños en Estados Unidos. Asistió a la Kenia High School, una escuela para niñas en Nairobi antes de trasladarse al Reino Unido para su educación postsecundaria. Kibinge se mudó al Reino Unido después de crecer en los Estados Unidos. Para la educación postsecundaria, asistió a Malvern Girls College, después de lo cual asistió a la escuela de arte en Birmingham. Se mudó a Mánchester, donde asistió al Politécnico de Mánchester y se graduó en Diseño para Medios de Comunicación. Nunca cursó en una escuela de cine.

## Trayectoria
Sus películas mezclan tabúes sociales, violencia en países en desarrollo y la comedia romántica. Su película Something Necessary (2013), proyectada en el Festival Internacional de Cine de Toronto de 2013, trata sobre la lucha de una mujer por vivir en Kenia después de los disturbios electorales de 2007. Esta película no solo se centra en los estados mentales del personaje, sino que también ayuda al mundo a darse cuenta de la situación colapsada de Kenia que comenzó con la colonización. También es conocida por su documental llamado Coming of Age (2008), que ganó un premio en los Premios de la Academia del Cine Africano en 2009 en la categoría de Mejor Cortometraje Documental.
Dangerous Affair (2002), por su parte, ganó un premio en el Festival de Cine de Zanzíbar. Su película a menudo presenta problemas de la vida real en contraposición a la fantasía y la imaginación mágica. Sin embargo, los problemas de la vida real en los que se centra tienen una amplia gama. Sus películas pueden tratar sobre problemas personales entre una pareja con los que el público puede identificarse fácilmente, y también sobre problemas sociales que ocurren en África como el colonialismo, la guerra y el hambre. 
El estilo cinematográfico en los documentales de Kibinga generalmente contiene muchos planos de establecimiento, que representan la ciudad entera y las personas que viven allí, en lugar de seguir centrándose en la vida de una sola persona. Es miembro fundadora de Kwani Trust, una revista con sede en Kenia.
Kibinge comenzó su carrera en la agencia de publicidad McCann Erickson Kenia durante ocho años, donde fue responsable de numerosos comerciales premiados. Fue la primera directora creativa negra de la empresa en Kenia. Dejó McCann Erickson en octubre de 1999 para seguir su carrera en el cine. Ha escrito y dirigido un cortometraje para MNET y también ha producido documentales corporativos para IPPF, Monsanto y Technoserve. Recientemente ella ha estado escribiendo un libro. Fundó DocuBox, un fondo para documentales con recursos de la Fundación Ford con el fin de desarrollar las habilidades cinematográficas de los cineastas africanos, así como proporcionar financiación, distribución y apoyo a la producción para los realizadores de documentales.
Kibinge dirige su propia productora titulada Seven Productions, a través de la cual ha realizado múltiples películas, como la película corta de terror Killer Necklace.
En 2017, Kibinge fue elegida para ser juez del Oscar por la Academia de Artes y Ciencias Cinematográficas para las categorías de documental, largometrajes internacionales y animación.

## Filmografía
| Filmografía | Filmografía         | Filmografía         |
| ----------- | ------------------- | ------------------- |
| 2002        | Dangerous Affair    | Guionista/directora |
| 2002        | The Aftermath       | Directora           |
| 2004        | Project Daddy       | Directora           |
| 2005        | Bless This Land     | Directora           |
| 2005        | A Voice in the Dark | Productora          |
| 2008        | Coming of Age       | Directora           |
| 2009        | Peace Wanted Alive  | Directora           |
| 2009        | Killer Necklace     | Directora           |
| 2011        | Tinga Tinga Tales   | Guionista           |
| 2013        | Something Necessary | Directora           |

## Premios y reconocimientos
- 2003: Festival de Cine de Zanzíbar - Premio a la Mejor Producción de África Oriental por A Dangerous Affair (2002)
- 2007: Festival Internacional de Cine de Kenia - Premio al Mejor Documental por Coming of Age (2008)
- 2009: Premios Kalasha - Mejor director por Killer Necklace (2008)